# Nederlands Film Festival 2019
Het 39ste Nederlands Film Festival vond plaats in Utrecht van 27 september tot en met 5 oktober 2019. De nominaties werden bekendgemaakt door Eric Corton in de Winkel van Sinkel op 10 september. Op 4 oktober vond de uitreiking plaats in de Stadsschouwburg Utrecht.

## Winnaars en genomineerden

### Academy
| Beste Film | Beste Regie |
| --- | --- |
| - Dirty God - God Only Knows - Mijn bijzonder rare week met Tess - Niemand in de stad - Take Me Somewhere Nice | - Sacha Polak – Dirty God - Michiel van Erp – Niemand in de stad - Ena Sendijarević – Take Me Somewhere Nice                    |
| Beste Acteur | Beste Actrice |
| - Marcel Musters – God Only Knows - Minne Koole – Niemand in de stad - Vincent van der Valk – Nocturne | - Melody Klaver – Rafaël - Elsie de Brauw – God Only Knows - Monic Hendrickx – God Only Knows                                   |
| Beste Mannelijke Bijrol | Beste Vrouwelijke Bijrol |
| - Thomas Höppener – De Libi - Robert de Hoog – Baantjer: het begin - Fedja van Huêt – Baantjer: het begin | - Julia Akkermans - Niemand in de stad - Jelka van Houten – Baantjer: het begin - Lisa Smit – Baantjer: het begin               |
| Beste Scenario | Beste Production Design |
| - Jeroen Scholten van Aschat, Shady El-Hamus – De Libi - Laura van Dijk – Mijn bijzonder rare week met Tess - Philip Huff, Marnie Blok – Niemand in de stad                                                                          | - Kurt Loyens – Baantjer: het begin - Floris Vos – Bloody Marie - Roland Mylanus – My Foolish Heart                             |
| Beste Camera | Beste Montage |
| - Jasper Wolf – Niemand in de stad - Lennert Hillege – Bloody Marie - Emo Weemhoff – Nocturne | - Menno Boerema (Postuum) – Het Wonder van Le Petit Prince - Sander Vos – Dirty God - Axel Skovdal Roelofs – Niemand in de stad |
| Beste Muziek | Beste Sound Design |
| - Rutger Reinders – Dirty God - Joris Oonk – Baantjer: het begin - Perquisite – Niemand in de stad | - Huibert Boon, Alex Booy – My Foolish Heart - Peter Warnier – Bloody Marie - Nardi van Dijk – Niemand in de stad               |
| Beste Lange Documentaire | |
| - Living the Light – Robby Müller – Claire Pijman - Devil's Pie - D'Angelo – Carine Bijlsma - Ik ben er even niet – Maartje Nevejan - Kabul, City in the Wind – Aboozar Amini - Het Wonder van Le Petit Prince – Marjoleine Boonstra | |

### Gouden Kalveren Jury
| Beste Korte Documentaire                                                                                             | Beste Korte Film |
| --- | --- |
| - De waarheid over mijn vader – Shamira Raphaëla - Turn! – Esther Pardijs - Teledoc Campus - Vader – Isabel Lamberti | - KORT! - En Route – Marit Weerheijm - Ultrakort - Human Nature – Sverre Frederiksen - The Walking Fish – Thessa Meijer |
| Beste Acteur Televisiedrama                                                                                          | Beste Actrice Televisiedrama                                                                                            |
| - Gijs Naber – Judas - Oussama Ahammoud – Mocro Maffia - Jeroen Spitzenberger – Stanley H.                           | - Rifka Lodeizen – Judas - Marit van Bohemen – Judas - Leny Breederveld – De Luizenmoeder                               |
| Beste Televisiedrama                                                                                                 | |
| - Zeven kleine criminelen – Rob Lücker - Judas – Joram Lürsen - Mocro Maffia – Bobby Boermans, Giancarlo Sanchez     | |

### Gouden Kalf van het Publiek
| Gouden Kalf van het Publiek                     |
| ----------------------------------------------- |
| - Bon Bini Holland 2 - Doris - Verliefd op Cuba |